# 相生町 (板橋区)
相生町（あいおいちょう）は、東京都板橋区の町名。丁目の設定がない単独町名である。全域で住居表示が実施されている。

## 地理
板橋区の中央部（地理的中心部）に位置する。北で蓮根、北東で坂下、南東で志村、南で中台、南西で若木と隣接する。一部に工業用地があるが、大部分は住宅地である。南辺を首都高速道路の高架橋が通じ、中台出入口が設置されている。

### 地形
荒川低地の沖積層から成り、全域がほぼ平坦である。

### 河川
- 蓮根川（暗渠）

### 地価
住宅地の地価は、2025年（令和7年）1月1日の公示地価によれば、相生町6-4の地点で46万6000円/m2となっている。

## 歴史
廃藩置県実施前は、武蔵国豊島郡中台村。

### 沿革
- 1871年（明治4年）11月14日 - 浦和県（現埼玉県）から東京府に編入。大区小区制実施。
- 1878年（明治11年） - 郡区町村編制法により北豊島郡が設置され、東京府北豊島郡中台村となる。
- 1889年（明治22年）4月1日 - 市制町村制施行により志村と合併、東京府北豊島郡志村大字中台となる。
- 1932年（昭和7年）10月1日 - 東京府内市郡併合による板橋区発足に伴い、東京府東京市板橋区志村中台町となる（1943年8月1日 東京都制施行）。
- 1958年（昭和33年） - 志村坂下小学校開校。
- 1963年（昭和38年）11月1日 - 住居表示実施により志村中台町の一部地域が相生町に再編される。

### 地名の由来
志村中台町から分離した際、地域住民の相互扶助・発展を念願して命名された。

## 世帯数と人口
2025年（令和7年）3月1日現在（板橋区発表）の世帯数と人口は以下の通りである。
- 世帯数 : 2,242世帯
- 人口 : 4,552人

### 人口の変遷
国勢調査による人口の推移。
| 年                 | 人口  |
| ------------------ | ----- |
| 1995年（平成7年）  | 2,939 |
| 2000年（平成12年） | 2,939 |
| 2005年（平成17年） | 3,510 |
| 2010年（平成22年） | 3,761 |
| 2015年（平成27年） | 4,420 |
| 2020年（令和2年）  | 4,621 |

### 世帯数の変遷
国勢調査による世帯数の推移。
| 年                 | 世帯数 |
| ------------------ | ------ |
| 1995年（平成7年）  | 1,343  |
| 2000年（平成12年） | 1,337  |
| 2005年（平成17年） | 1,573  |
| 2010年（平成22年） | 1,642  |
| 2015年（平成27年） | 1,932  |
| 2020年（令和2年）  | 2,104  |

## 学区
区立小・中学校に通う場合、学区は以下の通りとなる（2021年8月時点）。
| 番地    | 小学校                 | 中学校                 |
| ------- | ---------------------- | ---------------------- |
| 1～4番  | 板橋区立北前野小学校   | 板橋区立志村第四中学校 |
| 5～26番 | 板橋区立志村坂下小学校 | 板橋区立志村第四中学校 |

## 事業所
2021年（令和3年）現在の経済センサス調査による事業所数と従業員数は以下の通りである。
- 事業所数 : 74事業所
- 従業員数 : 939人

### 事業者数の変遷
経済センサスによる事業所数の推移。
| 年                 | 事業者数 |
| ------------------ | -------- |
| 2016年（平成28年） | 68       |
| 2021年（令和3年）  | 74       |

### 従業員数の変遷
経済センサスによる従業員数の推移。
| 年                 | 従業員数 |
| ------------------ | -------- |
| 2016年（平成28年） | 747      |
| 2021年（令和3年）  | 939      |

## 交通

### 鉄道
町域に駅は存在しないが、以下の路線・駅が利用可能である。
- 東京都交通局
  - 都営地下鉄三田線：志村三丁目駅（志村三丁目）・蓮根駅（蓮根二丁目）

### バス
- 国際興業バス　※出入庫に伴う区間運転系統は特記以外省略。
  - 中台二丁目・中台三丁目・志村小学校：赤56　志村坂上経由赤羽駅西口行き・西台駅経由高島平操車場行き
    - 赤羽駅方面から志村車庫への入庫便（赤56-3系統）は、中台三丁目を終着とする。

  - 相生橋：赤02　志村三丁目駅経由赤羽駅西口行き・大東文化大学経由成増駅北口行き
    - 成増駅方面から志村車庫への入庫便（赤02-2系統）は、志村三丁目駅を終着とする。

  - 志村消防署：常01　志村三丁目駅行き・ときわ台駅行き、赤01　志村三丁目駅経由赤羽駅西口行き・平和台駅経由練馬駅行き　
    - ※平日朝の便は「赤01-2系統」として環八通りの陸橋を通行するため、当停留所には停車しない。

  - 環八高速下（旧称・志村高校裏）：赤56　志村坂上経由赤羽駅西口行き・西台駅経由高島平操車場行き。

### 道路
- 首都高速5号池袋線：中台出入口
- 東京都道311号環状八号線（環八通り）
- 東京都道446号長後赤塚線
- 蓮根駅前通り

## 施設
- 東京消防庁志村消防署
- 板橋区立志村坂下小学校
- ラウンドワン板橋店

### 廃止・移転した施設
- 日本光研工業

## その他

### 日本郵便
- 郵便番号 : 174-0044[3]（集配局 : 板橋北郵便局[16]）。